# Stéphane Piedboeuf
 (septembre 2017).
Si vous disposez d'ouvrages ou d'articles de référence ou si vous connaissez des sites web de qualité traitant du thème abordé ici, merci de compléter l'article en donnant les références utiles à sa vérifiabilité et en les liant à la section « Notes et références ».
Stéphane Piedboeuf, né le 12 juillet 1984 à Verviers, est un animateur de radio et de télévision belge.

## Biographie

### Carrière
De juillet à novembre 2007, il est animateur sur JET, ancienne chaîne de jeux télévisés du groupe TF1. Il devient animateur sur Bel RTL, où il anime les jeux de nuit en alternance, et joue également le rôle de « joker » de l'émission matinale C'est pas trop tôt. Il a également présenté et co-produit via sa société de production Mediactivity, l'émission Nuit Blanche diffusée toutes les nuits sur Plug RTL et Club RTL d'Octobre 2010 à Janvier 2011. Dès la fin de l’année 2015, il présente l’info trafic, puis la météo en télé à la RTBF
.